# Jerry Hadley
Jerry Hadley (* 16. Juni 1952 in Princeton, Illinois; † 18. Juli 2007 in Poughkeepsie, N.Y., USA) war ein US-amerikanischer Opernsänger (Tenor).

## Leben
Hadley, der in Manlius im US-Bundesstaat Illinois aufwuchs, besuchte die Bradley University in Peoria. Seinen Abschluss als Master in Gesang legte er an der Universität Urbana-Champaign ab.
Nach Engagements in seiner Heimat Illinois wurde Hadley 1978 von der US-amerikanischen Opernsängerin und Generaldirektorin der New York City Opera Beverly Sills entdeckt, die ihm umgehend einen Vertrag an der New York City Opera anbot, wo er sein Debüt als Arturo Bucklow in Gaetano Donizettis Lucia di Lammermoor gab.
Jerry Hadley gehörte in den 1980er-Jahren zu den hoffnungsvollsten Nachwuchssängern der USA, der auf den führenden Opernbühnen der Welt, etwa der New Yorker Metropolitan Opera, der Mailänder Scala, der Staatsoper Unter den Linden in Berlin und der Hamburgischen Staatsoper sowie bei den Salzburger Festspielen auftrat. An der New Yorker Metropolitan Opera wurde er unter anderem in seinen Rollen als Alfredo in Verdis La traviata und als Tamino in Mozarts Zauberflöte gefeiert.
Im Juni 1991 wirkte er neben Kiri Te Kanawa, Sally Burgess und Willard White bei der Aufführung des Liverpool Oratorio von Paul McCartney und Carl Davis in der Liverpool Cathedral mit.
Seinen letzten großen Auftritt hatte er im Mai 2007 als Benjamin Franklin Pinkerton in einer Neuinszenierung von Puccinis Madame Butterfly im australischen Brisbane.
Am 10. Juli 2007 wurde Hadley mit einer Schusswunde am Kopf bewusstlos in seinem Haus in Clinton aufgefunden. Da Jerry Hadley an Depressionen litt, geht die Polizei von einem Suizidversuch aus. Jerry Hadley erlag seinen schweren Verletzungen am 18. Juli 2007.

## Auszeichnungen
Hadley wurde mit insgesamt drei Grammys ausgezeichnet:
- 1992: Bestes Klassik-Album – Leonard Bernstein: Candide
- 1995: Beste Opernaufnahme – Carlisle Floyd: Susannah
- 2004: Beste Opernaufnahme – Leoš Janáček: Jenůfa